# Thinodromus hirticollis
Thinodromus hirticollis är en skalbaggsart som beskrevs av Étienne Mulsant och Claudius Rey 1878. Thinodromus hirticollis ingår i släktet Thinodromus, och familjen kortvingar. Arten har ej påträffats i Sverige.